# 伊五十四型潜水艦
伊五十四型潜水艦（いごじゅうよんがたせんすいかん）は、大日本帝国海軍の潜水艦の艦級。乙型潜水艦の最後の型で巡潜乙型改2（じゅんせんおつがたかい2）とも呼ばれる。全部で3隻が建造され、1944年に竣工し、「伊58」を除いた2隻は太平洋戦争で戦没した。主として回天特別攻撃に従事した。最大の戦果は「伊58」による米重巡洋艦「インディアナポリス」の撃沈である。

## 建造
マル追計画で計画された乙型潜水艦は計画番号S37Cとし7隻が計画され3隻が横須賀海軍工廠で竣工、残りは建造取り止めとなった。
伊54型は戦時急造を更に進めた型である。主機は工作容易な艦本式22号10型に改めたため、出力は低下し速力も17.7ノットまで低下した。主電動機も生産が困難となったことから今までの約半分の出力のものにされた。ただし主機の重量低減分、燃料搭載量が増加したこと、また主機の燃費が良くなったことから航続距離は増大した。使用鋼材は生産性の悪いDS鋼は司令塔のみとし、船体内殻は軟鋼材のMS材に変え、板厚を厚くすることで対応した。これらにより2年以上掛かっていた建造期間は1年8ヶ月ほどになっている。
改⑤計画で計画された乙型潜水艦、計画番号S49Aのうち、14隻を乙型改2として建造する予定だったが、すべて建造取り止めとなった。

## 兵装
魚雷搭載数は今までの17本から19本に強化された。22号電探と逆探は竣工時より装備していた。航空機は竣工時期（1944年）から搭載していないと推定される。また最終艦となる「伊58」は回天搭載に備え14cm砲を搭載していなかった。

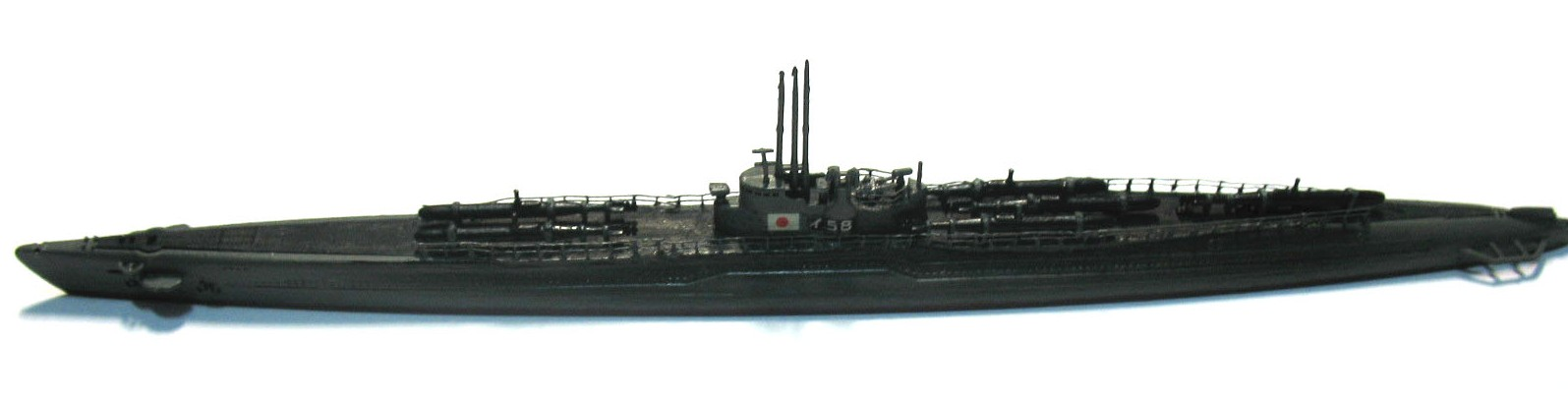
回天を搭載した最終状態の伊58（模型）

同型艦3隻のうち、「伊56」と「伊58」は1944年（昭和19年）末に艦後部に回天4基を搭載、14cm砲は撤去された（「伊58」は竣工時より装備せず）。1945年（昭和20年）になり前部の航空兵装を撤去し更に2基の回天を搭載した。

## 戦歴
「伊54」は1944年（昭和19年）にあ号作戦に関連しテニアン島への輸送任務が初陣で、捷1号作戦（レイテ沖海戦）に呼応し、フィリピン東方へ進出したが撃沈された。
「伊56」はフィリピン東方へ進出1回、その後回天作戦に2回従事したが沖縄沖で米駆逐艦に撃沈された。
「伊58」は回天作戦に3回従事、終戦直前にアメリカ海軍の重巡洋艦「インディアナポリス」を撃沈する戦果を挙げた。戦後、アメリカ軍に処分された。

### 潜水隊
竣工した伊54型潜水艦は訓練部隊である第六艦隊第11潜水戦隊に編入されて訓練ののち、第15潜水隊に編入された。

## 同型艦
- 伊号第五十四潜水艦 [II]：マル追計画仮称「第627号艦」。1944年3月31日竣工、1944年10月沈没。
- 伊号第五十六潜水艦 [II]：マル追計画仮称「第629号艦」。1944年6月8日竣工、1945年4月沈没。
- 伊号第五十八潜水艦 [II]：マル追計画仮称「第631号艦」。1944年9月7日竣工、終戦時残存、1946年4月1日海没処分。
- マル追計画仮称第633号艦から第636号艦：戦局悪化のため計画中止。
- 改⑤計画仮称第5115号艦から第5128号艦：戦局悪化のため計画中止[2]。